# جیمز جکسون (باریکن فوتبال)
جیمز جکسون (انگلیسی: James Jackson; ۴ دسامبر ۱۹۰۰ – c. 1976) بازیکن فوتبال اهل اسکاتلند بود.

## باشگاهی
از باشگاه‌هایی که در آن بازی کرده‌است می‌توان به باشگاه فوتبال آبردین، باشگاه فوتبال لیورپول، و باشگاه فوتبال مادرول اشاره کرد.

## تیم ملی
وی همچنین در تیم ملی فوتبال اسکاتلند بازی کرده است.